# Adam Tribbechov
Adam Tribbechov ou Adam Tribbechow (en latin Adamus Tribbechovius), né le 11 août 1641 à Lübeck, mort le 16 août 1687 à Gotha, est un théologien protestant et historien allemand.

## Biographie
Tribbechov est le fils de Justus Tribbechov, professeur au Gymnasium de Lübeck, et son épouse Anna, fille du pasteur de l'église Saint-Pierre de Lübeck Adam Helms. Il reçoit l'enseignement d'abord de son père puis de précepteurs et va ensuite au lycée Sainte-Catherine de Lübeck. En 1659, il va à l'université de Rostock, où il est inscrit depuis juin 1654, rentre brièvement à Lübeck l'année suivante puis rejoint Magdebourg, l'université de Wittemberg et l'université de Leipzig, l'université d'Helmstedt en 1660, où il vit chez Friedrich Ulrich Calixt et a accès à sa bibliothèque.
De retour à Rostock, il obtient le 23 avril 1662 le magistère et reçoit une bourse du maire de Wismar Heinrich Schabbel. Avec le beau-frère de Schabbel, David Gloxin, il devient en 1662 tuteur de son plus jeune fils, Anton Heinrich, à Dankerode. Des candidatures échouent. Par conséquent, il fait ses études en théologie le 8 mai 1662 à l'université de Giessen, notamment auprès de Johann Nikolaus Misler, Michael Siricius et Peter Haberkorn. Dans le même temps, il donne ses premières conférences.
En 1664, il est nommé professeur agrégé d'éthique à l'université de Kiel qui vient d'être créée et à la fin de la même année succède comme professeur d'histoire à Michael Watson qui vient de mourir. En 1672, le duc Ernest de Saxe-Gotha le nomme au conseil paroissial en tant qu'assesseur du consistoire. Il se rend ensuite à Kiel le 5 octobre de la même année sous la direction du doyen de la faculté de théologie Christian Kortholt. Sa nouvelle tâche consiste à apprendre aux enfants du duc, à participer à la visite des églises et des écoles et à participer à la promotion et à la formation des candidats aux postes d'autorité ecclésiastique.
Après avoir pris en charge la surintendance générale à Gotha le 4 novembre 1677, il visite le duché de Saxe-Gotha et l'université de Iéna. Le 27 juillet 1680, il donne son premier discours dans l'ancienne église des augustins de Gotha. Théologiquement, il participe au règlement du différend confessionnel entre Abraham Calov et Johannes Musaeus et cherche à établir un équilibre entre protestants et catholiques.
À partir de 1684, Tribbechov est aux prises avec des problèmes de santé qui le font mourir. Le 21 août 1687, il est enterré dans l'église des augustins.

## Œuvres
- De doctoribus scolasticis et corrupta per eos divinarum humanarumque rerum et scientia liber singularis. Gießen 1665, 1719
- De philosophia morum inter barbaros praecipue orientales. 1666.
- Exercitationes ad Baronii Annales, inde ab eo, quo Is. Casaubonus desiit, continuatae. 1667, 1708.
- De Angelis.
- De Mose Aegyptiorum Osiride.
- Historia Chiliasmi. 1667.
- Veritas Creationis Mundi prout a Mose descripta est ostensa in traditionibus gentium ac vetustissimas antiquitatis profanae momentis ad convincendis atheos. 1668.
- Memoria Menonis Hannekenii. 1673.
- Andachten vom ewigen Leben. Aus dem Freuden-Spiegel des ewigen Lebens Dr. Phil. Nicolai gezogen. 1674.
- Die gekreutzigte Liebe, Das ist: Andächtige Betrachtung einer gläubigen Seelen über die Historia des bittern Leidens und Sterbens Jesu Christi. Gotha 1676, Leipzig 1695, Gotha 1720.
- Historia Naturalismi a prima sua origine ad nostra usque tempora per suas classes deducta. 1700.
- Sommaria & porismata ad praxin vitae ducentis ad tinumquemque, Psalmorum Davidis annotara.